# 符腾堡号铁甲舰
符腾堡号是德意志帝国海军建造的四艘萨克森级铁甲护卫舰的第三艘，以符腾堡王国命名。其姊妹舰还包括有萨克森号、巴伐利亚号和巴登号。符腾堡号由斯德丁的伏尔铿船厂承建，自1876年开始架设龙骨、1878年11月9日下水，并于1881年5月9日投入使用。舰只的主炮为六门独立安装在开放式炮座上的260毫米口径箍炮。
入役后，符腾堡号随演习分舰队（即公海舰队前身）一起进行了多次训练演习和巡航。在1880年代末和1890年代初，它也曾多次陪同德皇威廉二世对英国和波罗的海诸城展开国事访问。从1898年－1899年间，舰只在威廉港的帝国船厂完成了现代化改造；然后继续投身舰队服役了七年，于1906年撤出现役。之后，它被用作担任各种次要角色，直到1920年被出售并拆解报废。

## 设计

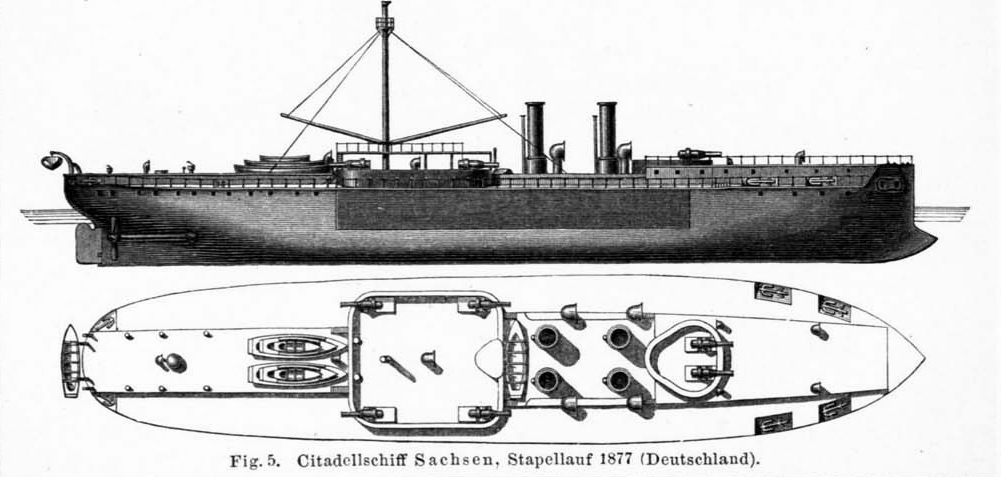
萨克森级舰只示意图

萨克森级铁甲舰是在帝国海军部首任部长、步兵上将阿尔布雷希特·冯·施托施任期内建造的第一批主力舰。施托施支持德国舰队的海岸防御策略，萨克森级便设计用于在设防的港口行动，从而能够出击破坏敌人的封锁线。它们在服役过程中饱受争议，因为批评者指出与早期的铁甲巡防舰相比，这些舰只的适航性差，在巨浪中的横摇倾向严重，并且速度较慢。
符腾堡号的全长为98.2米，有18.4米的舷宽和6.32米的前吃水，设计排水量为7677吨。它的推进装置由两台三缸单胀蒸汽机组成，所需的蒸汽是通过八台燃煤迪尔锅炉供给。舰只的最高航速为13節（24每小時），额定功率为5,600匹公制馬力（5,500匹指示馬力）。其标准船员编制为32名军官及285名水兵，在担任分舰队旗舰时还可增编7名军官和34名水兵。
舰只的主炮为六门260毫米22倍径箍炮，其中两门单座安装在司令塔前方的开放式炮座上，其余四门也以单座安装在舰舯的一个开放式炮座上。竣工时，该舰还配备有六门87毫米24倍径箍炮和八挺37毫米机炮用于防御鱼雷艇。
符腾堡号的装甲由锻铁制成，集中在舰舯部的装甲堡垒。装甲厚度在装甲堡垒为203至254毫米，在甲板则为50－75毫米。炮座装甲为254毫米厚的锻铁，辅以250毫米厚的柚木作背衬。

## 建造
在1873年舰队建设规划所设想的四艘铁甲护卫舰中，基尔的帝国船厂（A舰、C舰）和斯德丁的伏尔铿船厂（B舰、D舰）将各承建两艘。由于伏尔铿厂的建造效率更高，使得合同代号为“D号铁甲舰”（Panzerschiff D）的符腾堡号尽管自1876年才开始架设龙骨，较帝国船厂承建的A舰（巴伐利亚号）晚了29个月之多，但仅比后者迟六个月——于1878年11月9日下水，甚至比后者更早入役（1881年5月9日）。私营船厂能够比国营船厂在更短的时间内建造新舰的事实，在后来的造舰进程中一再得到证明，直至沙恩霍斯特级战列舰。
建造主要使用由德国工业生产的材料，但装甲板除外——因为受委托的迪林根冶炼厂最初尚无法以所需的质量生产，当局只得为同级的前两艘舰选用了英国产品。但在符腾堡号的建造期间，这一问题已得到解决，该舰装备了德制的装甲。与其三艘姊妹舰一样，符腾堡号是由德意志帝国海军建造的首批完全依靠发动机推进的大型铁甲舰之一。

## 服役历史

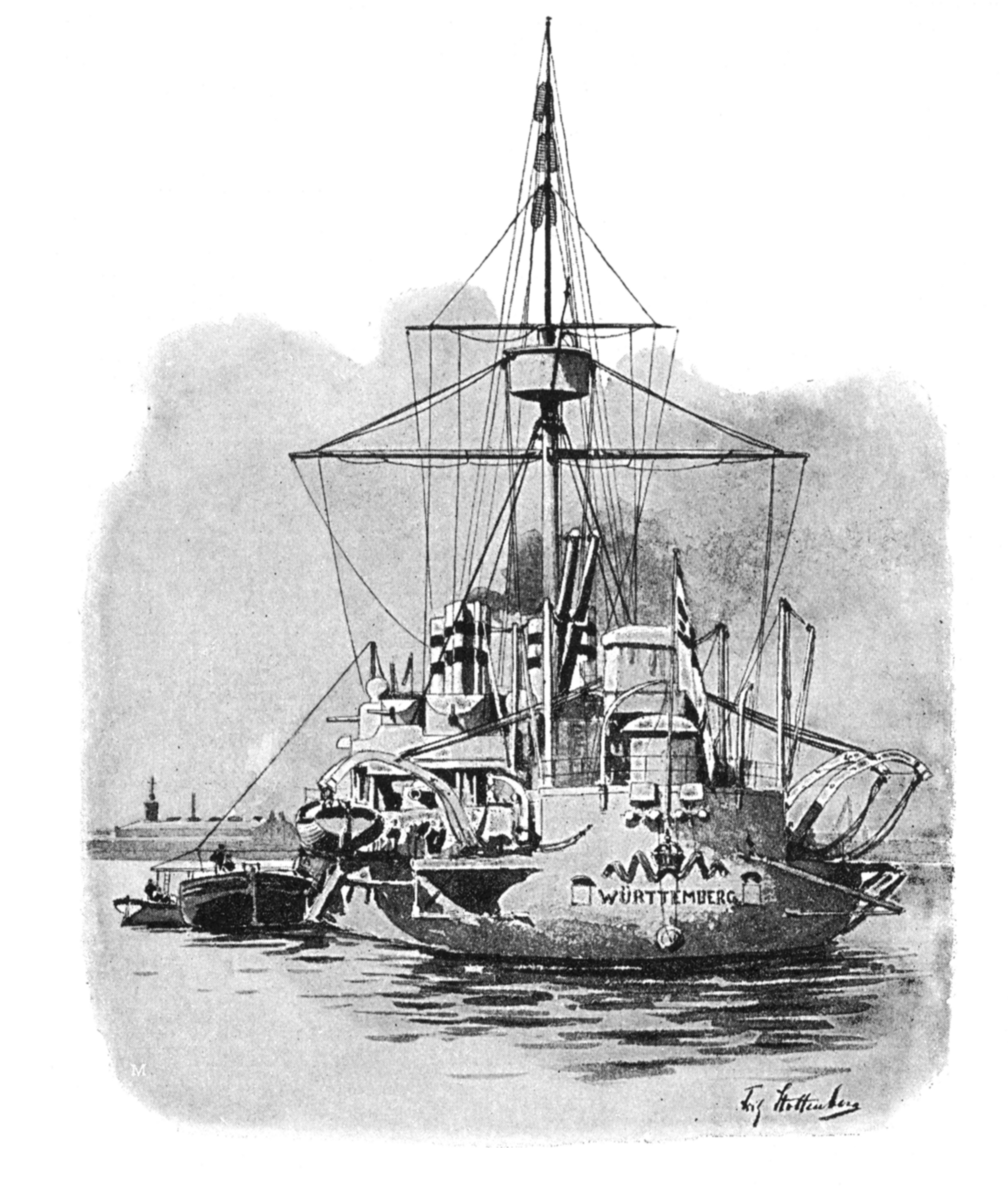
画作中的符腾堡号，约1895年

符腾堡号于1881年5月9日在斯维内明德首次投入使用，然后再转移至基尔的帝国船厂，在那里进行最后的舾装和调试。海试和验收工作完成后，它即被列入预备役，并保持闲置状态直至1884年。这主要是由于其姊妹舰萨克森号在1880年的舰队演习中表现不佳。萨克森级舰只暴露出来的其中一大问题是，由于其船底平坦，容易发生危险的横摇，这大大降低了火炮的精度。即便与同时代的舰只相比，它们的装甲也很薄弱。此外，这些舰只的速度缓慢，机动性差。尽管如此，在1884年的舰队演习中，符腾堡号及其三艘姊妹舰还是组成了第一总队，受海军少将亚历山大·冯·蒙茨指挥。该舰于1885年再次被列入预备役，但一年后便重返舰队，与萨克森号、巴登号和新近入役的奥尔登堡号组成铁甲护卫舰总队。在年度舰队演习中，符腾堡号的发动机被证明是个大麻烦。
1886年的演习结束后，符腾堡号及其三艘姊妹舰被撤出现役，加入波罗的海预备役总队（Reservedivision der Ostsee）。1887年6月，连接基尔和北海的威廉皇帝运河正式开凿；符腾堡号是出席庆典的舰只之一。该舰于1890年重返舰队服役，当时它在年度演习中加入了第一总队。在演习期间，符腾堡号受时任海军上校的阿尔弗雷德·冯·提尔皮茨指挥。第一和第二总队的全部八艘铁甲舰模拟了俄国舰队封锁基尔的场景，后者则由鱼雷艇区舰队进行防守。在1891年的演习中，符腾堡号处于预备役状态；但在1892年又获重新启用以顶替奥尔登堡号——后者因机械故障而退出。它被分配至第一总队，并自1894年秋季起改编入新成立的秋季演习舰队的第二总队。自那时起，第一总队将由四艘新近入役的勃兰登堡级战列舰组成。两个总队共同展开了冬季和春季训练巡航，然后于秋季参加年度舰队演习。
1895年6月21日，经过八年的开凿，威廉皇帝运河正式通航。为此，符腾堡号及其三艘姊妹舰连同其它数十艘军舰出席了盛大的典礼，几个主要的海军大国也派出舰队参加海上阅兵。1895年的秋季演习由第一和第二总队在北海模拟了一场公海战斗，接着又在波罗的海与舰队余部展开联合演练。从1895年12月9日到1896年3月10日以及1897年秋天，符腾堡号曾临时担任总队旗舰。在1896年和1897年的演习中，符腾堡号继续服役，尽管萨克森号是其参加演习的唯一姊妹舰；巴登号和巴伐利亚号则因进行全面的现代化改造而停用。

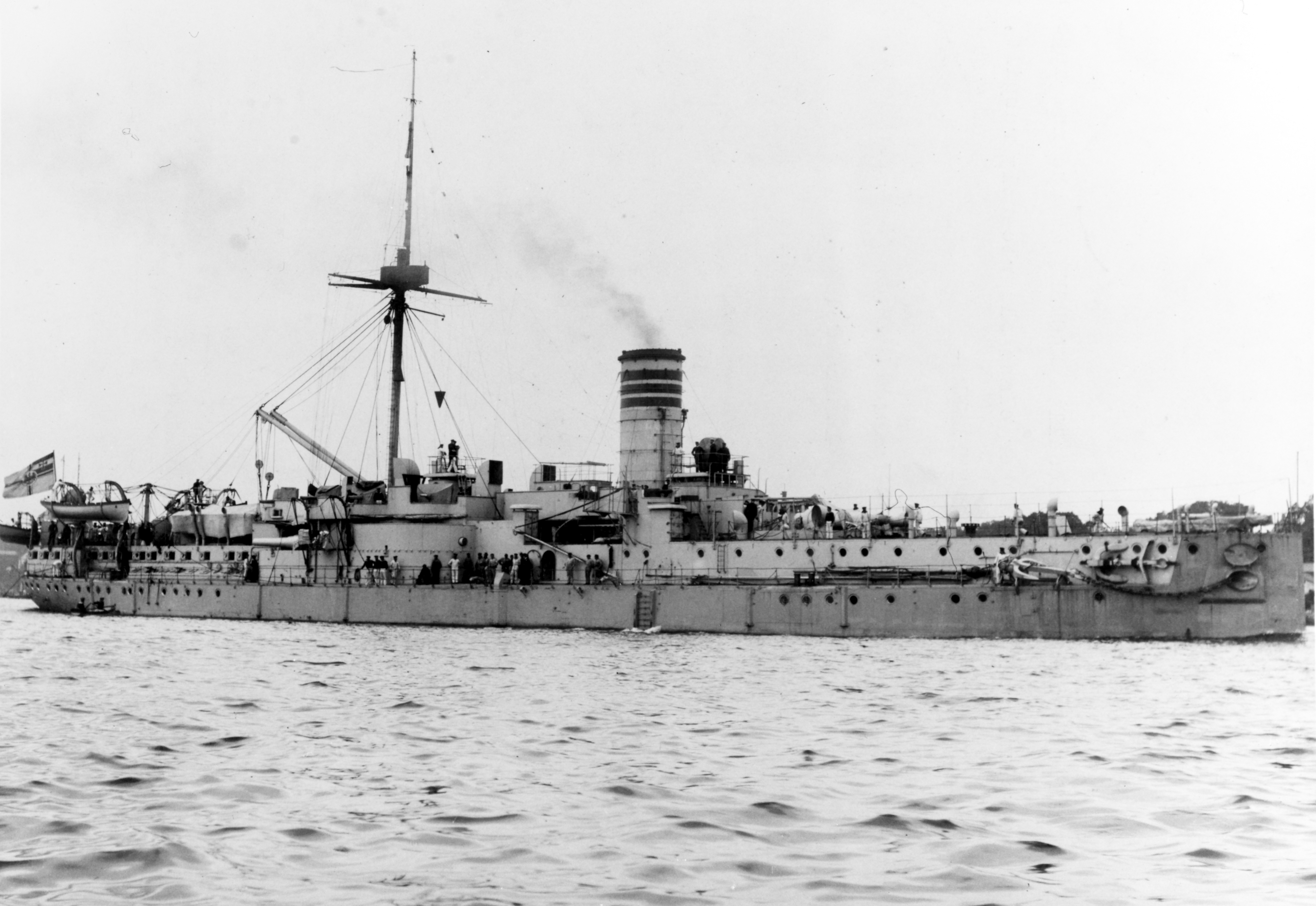
重建后的符腾堡号，1899年

1897年12月6日的一起事故导致符腾堡号于1898年1月15日提前撤出现役。它被送往威廉港的帝国船厂修复事故的损失，并展开计划中的重建。舰上原有的锻铁加柚木装甲被新的克虏伯镍钢所取代；四个烟囱被集成至单个大烟囱，并安装了可提供更高性能的复式蒸汽机，这使得舰只的航速提高至15.4節（28.5每小時）。副炮系统也得到了改进：原87毫米箍炮被88毫米30倍径速射炮所取代，并以四挺更新型号的机炮替换了原八挺37毫米机炮。然而，旧舰的作战价值却无法显著改善。重建工程于1898年完成。
完成现代化工作后，符腾堡号于1899年10月8日重新入役，并返回第二总队。1900年7月，在义和团运动期间，第一总队被（由勃兰登堡级战列舰组成）分遣至东亚；当它们于1901年返回时，新近入役的德皇腓特烈三世级战列舰部队驶向西班牙，以迎接归航的舰只。与此同时，自1899年已被重新归类为“战列舰”老旧铁甲舰则巡航前往北欧；在此期间，符腾堡号于7月25日至31日造访了于爾維克。在秋季演习中，该舰被编入第二分舰队，然后成为第二预备役总队的主力舰。除了常规的训练巡航外，符腾堡号还于1902年和1903年用于秋季演习，并于1903年5月和6月参加了前往挪威水域的巡航。同年9月29日，第二预备役总队解散，该舰不再值勤。它于1904年1月2日被分配至波罗的海海军站，并以预备役状态留存至1906年。
然而，不同于其姊妹舰，符腾堡号作为军舰的役期尚未结束。由于此前用作鱼雷教练船的巡洋巡防舰布吕歇尔号必须更换，在没有合适的现代化舰只的情况下，只得使用舰龄稍短的符腾堡号。该舰根据新的使用目的而进行了改造，其武器装备有所调整，原主炮开放式的炮座改成了起居室和教室。1906年9月26日，即布吕歇尔号退役的第二天，符腾堡号正式作为鱼雷教练船服役。经过数次试航，该舰于10月14日被转移至建有鱼雷站的弗伦斯堡-米尔维克基地。1907年4月，教练及试验部队登舰进行了首次演练。除了担任鱼雷教练船，符腾堡号还作为预备役舰队的一份子再次用于秋季演习。直至1911年3月28日，它才正式从战列舰更改类别为教练船。在1912年2月，舰只也被用作冰面紧急救援服务，并成功救助了四艘商船。符腾堡号本应于1914年秋季退役，并由大巡洋舰俾斯麦侯爵号接替其职务。但第一次世界大战的爆发使得这一计划搁置。符腾堡号成为海军辎重队的旗舰，但仅维持这一职能至1915年春，因为当时有必要恢复训练运作。因此，该舰再次被用作鱼雷教练船，直到1919年2月1日退役。
退役后的符腾堡号沦为一艘宿营船兼扫雷母舰和工作舰，供波罗的海第六扫雷半区舰队（6. Ostsee-Minensuchhalbflottille）使用。这种运用于1919年11月10日结束。至1920年10月20日，舰只正式从海军序列中除籍，并售予哈廷根冶炼厂，其后在威廉港拆解报废。根据舰队组织计划，其替舰为无畏战列舰莱茵兰号，于1908年下水。

## 脚注
注释
1. ↑  SMS表示, 即“陛下之舰”。
2. ↑  所有德国舰船在订购时都会被赋予临时代号；其中新增编入舰队的使用字母代号，而用于替换旧舰的则使用“（旧舰名）替舰”。[7]

引用
1. ↑  Dodson，第23–25頁.
2. 1 2 3 4 5 6 7  Gröner，第8頁.
3. 1 2  Gröner，第7–8頁.
4. 1 2  Gardiner，第245頁.
5. 1 2  Hovgaard，第111頁.
6. ↑  Gröner，第7頁.
7. ↑  Gröner，第56頁.
8. 1 2  Hildebrand & Röhr & Steinmetz，第115–119頁.
9. 1 2  Sondhaus，第161頁.
10. ↑  Sondhaus，第135–136頁.
11. ↑  Sondhaus，第162–163頁.
12. ↑  Sondhaus，第171頁.
13. ↑  Sondhaus，第192頁.
14. ↑  Sondhaus，第194–196頁.
15. ↑  Sondhaus，第198頁.
16. ↑  Sondhaus，第199頁.
17. ↑  Sondhaus，第201頁.
18. ↑  Sondhaus，第219–221頁.
19. ↑  Sondhaus，第219頁.
20. 1 2  Gröner & Jung & Maass，第32頁.
21. ↑  Gröner，第23頁.